# Charles Pic
Charles Pic (ur. 15 lutego 1990 w Montélimar) – francuski kierowca wyścigowy. Wraz z bratem Arthurem Pikiem mieszka w swoim rodzinnym domu w Montélimar we Francji.

## Życiorys

### Formuła Renault
Francuz rozpoczął karierę w 2002 roku, od startów w kartingu. W 2006 roku przeszedł do wyścigów samochodów jednomiejscowych, debiutując we Francuskiej Formule Renault Campus. Wygrawszy jeden wyścig, sezon zakończył na 3. pozycji. W kolejnym sezonie Pic startował równolegle, w europejskiej oraz francuskiej Formule Renault, ukończył je odpowiednio na 4. i 3. miejscu w końcowej klasyfikacji. W latach 2008–2009 ścigał się dla francuskiej ekipy Tech 1 Racing, w World Series by Renault. Pierwszy sezon ukończył na 6. pozycji w klasyfikacji generalnej, zwyciężając w dwóch wyścigach. W drugim roku startów ponownie odniósł dwie wygrane i zajął 3. pozycję w końcowej klasyfikacji.

### Seria GP2
W sezonie 2010 Francuz podpisał kontrakt z holenderskim zespole Arden International na starty w zimowym i głównym cyklu serii GP2.
W azjatyckiej edycji, w drugiej rundzie zdobył pole position. W wyniku serii błędów, wyścig zakończył jednak poza strefą punktową. Pierwsze punkty zdobył w wyścigu długim w Bahrajnie, gdzie zajął szóstą pozycję. Dzień później odniósł pierwsze zwycięstwo, w sprincie. W ostatniej rundzie sezonu, również na torze Sakhir, Pic po raz drugi stanął na podium, tym razem zajmując trzecią pozycję. Zajął piąte miejsce w końcowej klasyfikacji.
W europejskim cyklu Pic zwyciężył w inauguracyjnym wyścigu sezonu, na torze Circuit de Catalunya w Hiszpanii. Punkty zdobył jeszcze czterokrotnie, stając po raz drugi na podium (zajął trzecie miejsce, po starcie z pierwszego pola startowego). Ostatecznie w klasyfikacji generalnej Francuz został sklasyfikowany na 10. miejscu.
W sezonie 2011 Francuz podpisał kontrakt z hiszpańską ekipą Barwa Addax. Trzykrotnie zwyciężył w kwalifikacjach (na Valencia Street Circuit, Nürburgring oraz Autodromo Nazionale di Monza). W trakcie zmagań sześciokrotnie znalazł się w pierwszej trójce, odnosząc przy tym dwa zwycięstwa, na torach Circuit de Catalunya oraz Circuit de Monaco. W wyniku nieukończenia drugiego wyścigu na Monzy Pic stracił szansę na tytuł wicemistrzowski, przegrywając go o dwa punkty. Ostatecznie mistrzostwa zakończył na 4. pozycji.

### Formuła 1
W sezonie 2012 Formuły 1 Pic dostał angaż pierwszego kierowcy w zespole Marussia F1 Team. W pierwszych w karierze kwalifikacjach w tej serii, do Grand Prix Australii zajął 22. miejsce. Nie zdobył punktów. Został sklasyfikowany na 21 pozycji. Rok później zmienił zespół na malezyjski Caterham. Ponownie bez punktów zakończył sezon na dwudziestym miejscu. W sezonie 2014 został kierowcą testowym ekipy Lotus.

### Formuła E
W sezonie 2014/2015 Francuz podpisał kontrakt z amerykańską ekipą Andretti Autosport, a później także China Racing, na starty w Formule E. W ciągu pięciu wyścigów, w których wystartował, uzbierał łącznie szesnaście punktów. Został sklasyfikowany na osiemnastej pozycji w końcowej klasyfikacji kierowców.

## Wyniki
Stan: 24 listopada 2013

### Formuła 1
| Legenda oznaczeń w tabelach wyników Wyświetl szablon na nowej stronie | Legenda oznaczeń w tabelach wyników Wyświetl szablon na nowej stronie                                                                     |
| Oznaczenie                                                            | Wyjaśnienie |
| --------------------------------------------------------------------- | --- |
| Złoty                                                                 | Zwycięzca lub mistrzostwo |
| Srebrny                                                               | 2. miejsce lub wicemistrzostwo |
| Brązowy                                                               | 3. miejsce lub II wicemistrzostwo |
| Zielony                                                               | Ukończył, punktował (w klasyfikacji generalnej, gdy zdobył co najmniej jeden punkt na przestrzeni sezonu, poza trzema powyższymi opcjami) |
| Niebieski                                                             | Ukończył, nie punktował (w klasyfikacji generalnej, gdy nie zdobył co najmniej jednego punktu na przestrzeni sezonu)                      |
| Czerwony                                                              | Nie zakwalifikował się (NZ) |
| Czerwony                                                              | Nie prekwalifikował się (NPK) |
| Różowy                                                                | Nie ukończył (NU) |
| Różowy                                                                | Niesklasyfikowany (NS) (w klasyfikacji generalnej, gdy nie został sklasyfikowany w żadnym wyścigu sezonu)                                 |
| Czarny                                                                | Zdyskwalifikowany (DK) |
| Czarny                                                                | Wykluczony (WYK/EX) |
| Biały                                                                 | Nie wystartował (NW) |
| Biały                                                                 | Kontuzjowany (K/INJ) |
| Biały                                                                 | Wyścig odwołany (OD/C) |
| Bez koloru                                                            | Został wycofany (WYC/WD) |
| Bez koloru                                                            | Nie przybył (NP/DNA) |
| Bez koloru                                                            | Nie brał udziału w treningach (NT/DNP) |
| Bez koloru                                                            | Nie został zgłoszony (–) |
| Pogrubienie                                                           | Start z pole position |
| Kursywa                                                               | Najszybsze okrążenie wyścigu |
| †                                                                     | Nie ukończył, ale jego rezultat został zaliczony ze względu na przejechanie więcej niż 90% dystansu wyścigu.                              |
| *                                                                     | Sezon w trakcie |
| 1/2/3                                                                 | Punktowana pozycja w sprincie kwalifikacyjnym                                                                                             |
| Lista systemów punktacji Formuły 1                                    | |

| Rok  | Zespół           | Samochód      | Silnik                           | Wyniki w poszczególnych eliminacjach | Wyniki w poszczególnych eliminacjach | Wyniki w poszczególnych eliminacjach | Wyniki w poszczególnych eliminacjach | Wyniki w poszczególnych eliminacjach | Wyniki w poszczególnych eliminacjach | Wyniki w poszczególnych eliminacjach | Wyniki w poszczególnych eliminacjach | Wyniki w poszczególnych eliminacjach | Wyniki w poszczególnych eliminacjach | Wyniki w poszczególnych eliminacjach | Wyniki w poszczególnych eliminacjach | Wyniki w poszczególnych eliminacjach | Wyniki w poszczególnych eliminacjach | Wyniki w poszczególnych eliminacjach | Wyniki w poszczególnych eliminacjach | Wyniki w poszczególnych eliminacjach | Wyniki w poszczególnych eliminacjach | Wyniki w poszczególnych eliminacjach | Wyniki w poszczególnych eliminacjach | Punkty | Pozycja |
| ---- | ---------------- | ------------- | -------------------------------- | ------------------------------------ | ------------------------------------ | ------------------------------------ | ------------------------------------ | ------------------------------------ | ------------------------------------ | ------------------------------------ | ------------------------------------ | ------------------------------------ | ------------------------------------ | ------------------------------------ | ------------------------------------ | ------------------------------------ | ------------------------------------ | ------------------------------------ | ------------------------------------ | ------------------------------------ | ------------------------------------ | ------------------------------------ | ------------------------------------ | ------ | ------- |
| 2012 | Marussia F1 Team | Marussia MR01 | Cosworth CA2012                  | AUS                                  | MAL                                  | CHN                                  | BHR                                  | ESP                                  | MON                                  | KAN                                  | EUR                                  | GBR                                  | DEU                                  | HUN                                  | BEL                                  | ITA                                  | SIN                                  | JPN                                  | KOR                                  | IND                                  | ABU                                  | USA                                  | BRA                                  | 0      | 21      |
| 2012 | Marussia F1 Team | Marussia MR01 | Cosworth CA2012                  | 15†                                  | 20                                   | 20                                   | NU                                   | NU                                   | NU                                   | 20                                   | 15                                   | 19                                   | 20                                   | 20                                   | 16                                   | 16                                   | 16                                   | NU                                   | 19                                   | 19                                   | NU                                   | 20                                   | 12                                   | 0      | 21      |
| 2013 | Caterham F1 Team | Caterham CT03 | Renault RS27-2013, 2,4 litra, V8 | AUS                                  | MAL                                  | CHN                                  | BHR                                  | ESP                                  | MON                                  | KAN                                  | GBR                                  | DEU                                  | HUN                                  | BEL                                  | ITA                                  | SIN                                  | KOR                                  | JPN                                  | IND                                  | ABU                                  | USA                                  | BRA                                  |                                      | 0      | 20      |
| 2013 | Caterham F1 Team | Caterham CT03 | Renault RS27-2013, 2,4 litra, V8 | 16                                   | 14                                   | 16                                   | 17                                   | 17                                   | NU                                   | 18                                   | 15                                   | 17                                   | 15                                   | NU                                   | 17                                   | 19                                   | 14                                   | 18                                   | NU                                   | 19                                   | 20                                   | NU                                   |                                      | 0      | 20      |

### GP2
| Legenda oznaczeń w tabelach wyników Wyświetl szablon na nowej stronie | Legenda oznaczeń w tabelach wyników Wyświetl szablon na nowej stronie                                                                     |
| Oznaczenie                                                            | Wyjaśnienie |
| --------------------------------------------------------------------- | --- |
| Złoty                                                                 | Zwycięzca lub mistrzostwo |
| Srebrny                                                               | 2. miejsce lub wicemistrzostwo |
| Brązowy                                                               | 3. miejsce lub II wicemistrzostwo |
| Zielony                                                               | Ukończył, punktował (w klasyfikacji generalnej, gdy zdobył co najmniej jeden punkt na przestrzeni sezonu, poza trzema powyższymi opcjami) |
| Niebieski                                                             | Ukończył, nie punktował (w klasyfikacji generalnej, gdy nie zdobył co najmniej jednego punktu na przestrzeni sezonu)                      |
| Czerwony                                                              | Nie zakwalifikował się (NZ) |
| Czerwony                                                              | Nie prekwalifikował się (NPK) |
| Różowy                                                                | Nie ukończył (NU) |
| Różowy                                                                | Niesklasyfikowany (NS) (w klasyfikacji generalnej, gdy nie został sklasyfikowany w żadnym wyścigu sezonu)                                 |
| Czarny                                                                | Zdyskwalifikowany (DK) |
| Czarny                                                                | Wykluczony (WYK/EX) |
| Biały                                                                 | Nie wystartował (NW) |
| Biały                                                                 | Kontuzjowany (K/INJ) |
| Biały                                                                 | Wyścig odwołany (OD/C) |
| Bez koloru                                                            | Został wycofany (WYC/WD) |
| Bez koloru                                                            | Nie przybył (NP/DNA) |
| Bez koloru                                                            | Nie brał udziału w treningach (NT/DNP) |
| Bez koloru                                                            | Nie został zgłoszony (–) |
| Pogrubienie                                                           | Start z pole position |
| Kursywa                                                               | Najszybsze okrążenie wyścigu |
| †                                                                     | Nie ukończył, ale jego rezultat został zaliczony ze względu na przejechanie więcej niż 90% dystansu wyścigu.                              |
| *                                                                     | Sezon w trakcie |
| 1/2/3                                                                 | Punktowana pozycja w sprincie kwalifikacyjnym                                                                                             |
| Lista systemów punktacji Formuły 1                                    | |

| Rok  | Zespół              | Wyniki w poszczególnych eliminacjach | Wyniki w poszczególnych eliminacjach | Wyniki w poszczególnych eliminacjach | Wyniki w poszczególnych eliminacjach | Wyniki w poszczególnych eliminacjach | Wyniki w poszczególnych eliminacjach | Wyniki w poszczególnych eliminacjach | Wyniki w poszczególnych eliminacjach | Wyniki w poszczególnych eliminacjach | Wyniki w poszczególnych eliminacjach | Wyniki w poszczególnych eliminacjach | Wyniki w poszczególnych eliminacjach | Wyniki w poszczególnych eliminacjach | Wyniki w poszczególnych eliminacjach | Wyniki w poszczególnych eliminacjach | Wyniki w poszczególnych eliminacjach | Wyniki w poszczególnych eliminacjach | Wyniki w poszczególnych eliminacjach | Wyniki w poszczególnych eliminacjach | Wyniki w poszczególnych eliminacjach | Punkty | Pozycja |
| ---- | ------------------- | ------------------------------------ | ------------------------------------ | ------------------------------------ | ------------------------------------ | ------------------------------------ | ------------------------------------ | ------------------------------------ | ------------------------------------ | ------------------------------------ | ------------------------------------ | ------------------------------------ | ------------------------------------ | ------------------------------------ | ------------------------------------ | ------------------------------------ | ------------------------------------ | ------------------------------------ | ------------------------------------ | ------------------------------------ | ------------------------------------ | ------ | ------- |
| 2010 | Arden International | ESP                                  | ESP                                  | MON                                  | MON                                  | TUR                                  | TUR                                  | VAL                                  | VAL                                  | GBR                                  | GBR                                  | DEU                                  | DEU                                  | HUN                                  | HUN                                  | BEL                                  | BEL                                  | ITA                                  | ITA                                  | ARE                                  | ARE                                  | 28     | 10      |
| 2010 | Arden International | 1                                    | 7                                    | 11                                   | 7                                    | NU                                   | NW                                   | 6                                    | 5                                    | 10                                   | 8                                    | 3                                    | 17                                   | 11                                   | 9                                    | 4                                    | NU                                   | 11                                   | 8                                    | 20                                   | 11                                   | 28     | 10      |
| 2011 | Barwa Addax Team    | TUR                                  | TUR                                  | ESP                                  | ESP                                  | MON                                  | MON                                  | VAL                                  | VAL                                  | GBR                                  | GBR                                  | DEU                                  | DEU                                  | HUN                                  | HUN                                  | BEL                                  | BEL                                  | ITA                                  | ITA                                  |                                      |                                      | 52     | 4       |
| 2011 | Barwa Addax Team    | 7                                    | 4                                    | 1                                    | 19                                   | 8                                    | 1                                    | NU                                   | NU                                   | 12                                   | 10                                   | 2                                    | DK                                   | 2                                    | 13                                   | NU                                   | 19                                   | 2                                    | NU                                   |                                      |                                      | 52     | 4       |

### Azjatycka Seria GP2
| Legenda oznaczeń w tabelach wyników Wyświetl szablon na nowej stronie | Legenda oznaczeń w tabelach wyników Wyświetl szablon na nowej stronie                                                                     |
| Oznaczenie                                                            | Wyjaśnienie |
| --------------------------------------------------------------------- | --- |
| Złoty                                                                 | Zwycięzca lub mistrzostwo |
| Srebrny                                                               | 2. miejsce lub wicemistrzostwo |
| Brązowy                                                               | 3. miejsce lub II wicemistrzostwo |
| Zielony                                                               | Ukończył, punktował (w klasyfikacji generalnej, gdy zdobył co najmniej jeden punkt na przestrzeni sezonu, poza trzema powyższymi opcjami) |
| Niebieski                                                             | Ukończył, nie punktował (w klasyfikacji generalnej, gdy nie zdobył co najmniej jednego punktu na przestrzeni sezonu)                      |
| Czerwony                                                              | Nie zakwalifikował się (NZ) |
| Czerwony                                                              | Nie prekwalifikował się (NPK) |
| Różowy                                                                | Nie ukończył (NU) |
| Różowy                                                                | Niesklasyfikowany (NS) (w klasyfikacji generalnej, gdy nie został sklasyfikowany w żadnym wyścigu sezonu)                                 |
| Czarny                                                                | Zdyskwalifikowany (DK) |
| Czarny                                                                | Wykluczony (WYK/EX) |
| Biały                                                                 | Nie wystartował (NW) |
| Biały                                                                 | Kontuzjowany (K/INJ) |
| Biały                                                                 | Wyścig odwołany (OD/C) |
| Bez koloru                                                            | Został wycofany (WYC/WD) |
| Bez koloru                                                            | Nie przybył (NP/DNA) |
| Bez koloru                                                            | Nie brał udziału w treningach (NT/DNP) |
| Bez koloru                                                            | Nie został zgłoszony (–) |
| Pogrubienie                                                           | Start z pole position |
| Kursywa                                                               | Najszybsze okrążenie wyścigu |
| †                                                                     | Nie ukończył, ale jego rezultat został zaliczony ze względu na przejechanie więcej niż 90% dystansu wyścigu.                              |
| *                                                                     | Sezon w trakcie |
| 1/2/3                                                                 | Punktowana pozycja w sprincie kwalifikacyjnym                                                                                             |
| Lista systemów punktacji Formuły 1                                    | |

| Rok       | Zespół              | Wyniki w poszczególnych eliminacjach | Wyniki w poszczególnych eliminacjach | Wyniki w poszczególnych eliminacjach | Wyniki w poszczególnych eliminacjach | Wyniki w poszczególnych eliminacjach | Wyniki w poszczególnych eliminacjach | Wyniki w poszczególnych eliminacjach | Wyniki w poszczególnych eliminacjach | Punkty | Pozycja |
| --------- | ------------------- | ------------------------------------ | ------------------------------------ | ------------------------------------ | ------------------------------------ | ------------------------------------ | ------------------------------------ | ------------------------------------ | ------------------------------------ | ------ | ------- |
| 2009/2010 | Arden International | ARE                                  | ARE                                  | ARE                                  | ARE                                  | BHR                                  | BHR                                  | BHR                                  | BHR                                  | 18     | 5       |
| 2009/2010 | Arden International | NU                                   | 15                                   | 10                                   | 8                                    | 5                                    | 1                                    | 3                                    | 19                                   | 18     | 5       |
| 2011      | Barwa Addax Team    | ARE                                  | ARE                                  | ITA                                  | ITA                                  |                                      |                                      |                                      |                                      | 0      | 18      |
| 2011      | Barwa Addax Team    | 9                                    | 21                                   | 20                                   | 11                                   |                                      |                                      |                                      |                                      | 0      | 18      |

### Formuła Renault 3.5
| Legenda oznaczeń w tabelach wyników Wyświetl szablon na nowej stronie | Legenda oznaczeń w tabelach wyników Wyświetl szablon na nowej stronie                                                                     |
| Oznaczenie                                                            | Wyjaśnienie |
| --------------------------------------------------------------------- | --- |
| Złoty                                                                 | Zwycięzca lub mistrzostwo |
| Srebrny                                                               | 2. miejsce lub wicemistrzostwo |
| Brązowy                                                               | 3. miejsce lub II wicemistrzostwo |
| Zielony                                                               | Ukończył, punktował (w klasyfikacji generalnej, gdy zdobył co najmniej jeden punkt na przestrzeni sezonu, poza trzema powyższymi opcjami) |
| Niebieski                                                             | Ukończył, nie punktował (w klasyfikacji generalnej, gdy nie zdobył co najmniej jednego punktu na przestrzeni sezonu)                      |
| Czerwony                                                              | Nie zakwalifikował się (NZ) |
| Czerwony                                                              | Nie prekwalifikował się (NPK) |
| Różowy                                                                | Nie ukończył (NU) |
| Różowy                                                                | Niesklasyfikowany (NS) (w klasyfikacji generalnej, gdy nie został sklasyfikowany w żadnym wyścigu sezonu)                                 |
| Czarny                                                                | Zdyskwalifikowany (DK) |
| Czarny                                                                | Wykluczony (WYK/EX) |
| Biały                                                                 | Nie wystartował (NW) |
| Biały                                                                 | Kontuzjowany (K/INJ) |
| Biały                                                                 | Wyścig odwołany (OD/C) |
| Bez koloru                                                            | Został wycofany (WYC/WD) |
| Bez koloru                                                            | Nie przybył (NP/DNA) |
| Bez koloru                                                            | Nie brał udziału w treningach (NT/DNP) |
| Bez koloru                                                            | Nie został zgłoszony (–) |
| Pogrubienie                                                           | Start z pole position |
| Kursywa                                                               | Najszybsze okrążenie wyścigu |
| †                                                                     | Nie ukończył, ale jego rezultat został zaliczony ze względu na przejechanie więcej niż 90% dystansu wyścigu.                              |
| *                                                                     | Sezon w trakcie |
| 1/2/3                                                                 | Punktowana pozycja w sprincie kwalifikacyjnym                                                                                             |
| Lista systemów punktacji Formuły 1                                    | |

| Rok  | Zespół        | Wyniki w poszczególnych eliminacjach | Wyniki w poszczególnych eliminacjach | Wyniki w poszczególnych eliminacjach | Wyniki w poszczególnych eliminacjach | Wyniki w poszczególnych eliminacjach | Wyniki w poszczególnych eliminacjach | Wyniki w poszczególnych eliminacjach | Wyniki w poszczególnych eliminacjach | Wyniki w poszczególnych eliminacjach | Wyniki w poszczególnych eliminacjach | Wyniki w poszczególnych eliminacjach | Wyniki w poszczególnych eliminacjach | Wyniki w poszczególnych eliminacjach | Wyniki w poszczególnych eliminacjach | Wyniki w poszczególnych eliminacjach | Wyniki w poszczególnych eliminacjach | Wyniki w poszczególnych eliminacjach | Punkty | Pozycja |
| ---- | ------------- | ------------------------------------ | ------------------------------------ | ------------------------------------ | ------------------------------------ | ------------------------------------ | ------------------------------------ | ------------------------------------ | ------------------------------------ | ------------------------------------ | ------------------------------------ | ------------------------------------ | ------------------------------------ | ------------------------------------ | ------------------------------------ | ------------------------------------ | ------------------------------------ | ------------------------------------ | ------ | ------- |
| 2008 | Tech 1 Racing | ITA                                  | ITA                                  | BEL                                  | BEL                                  | MON                                  | GBR                                  | GBR                                  | HUN                                  | HUN                                  | DEU                                  | DEU                                  | FRA                                  | FRA                                  | PRT                                  | PRT                                  | ESP                                  | ESP                                  | 69     | 6       |
| 2008 | Tech 1 Racing | 9                                    | 3                                    | NU                                   | 12                                   | 1                                    | 15                                   | 13                                   | 18                                   | 9                                    | NU                                   | 12                                   | 1                                    | 6                                    | NU                                   | 2                                    | 8                                    | 8                                    | 69     | 6       |
| 2009 | Tech 1 Racing | CAT                                  | CAT                                  | BEL                                  | BEL                                  | MON                                  | HUN                                  | HUN                                  | GBR                                  | GBR                                  | FRA                                  | FRA                                  | PRT                                  | PRT                                  | DEU                                  | DEU                                  | ARA                                  | ARA                                  | 94     | 3       |
| 2009 | Tech 1 Racing | NW                                   | 6                                    | 4                                    | NU                                   | 9                                    | 11                                   | 8                                    | 7                                    | 1                                    | 6                                    | NU                                   | 4                                    | 2                                    | 6                                    | 1                                    | 13                                   | 11                                   | 94     | 3       |

### Podsumowanie
| Sezon     | Seria                                 | Zespół              | Wyścigi | Zwycięstwa | PP | NO | Podium | Punkty | Poz. koń. |
| --------- | ------------------------------------- | ------------------- | ------- | ---------- | -- | -- | ------ | ------ | --------- |
| 2006      | Francuska Formuła Renault Campus      | La Filière          | 13      | 1          | 2  | ?  | 8      | 162    | 3         |
| 2007      | Europejski Puchar Formuły Renault 2.0 | SG Formula          | 14      | 1          | 2  | 1  | 6      | 88     | 3         |
| 2007      | Francuska Formuła Renault             | SG Formula          | 13      | 0          | 1  | 0  | 4      | 69     | 4         |
| 2008      | Formuła Renault 3.5                   | Tech 1 Racing       | 17      | 2          | 1  | 2  | 4      | 69     | 6         |
| 2009      | Formuła Renault 3.5                   | Tech 1 Racing       | 16      | 2          | 2  | 3  | 3      | 94     | 3         |
| 2009–10   | Azjatycka seria GP2                   | Arden International | 8       | 1          | 1  | 0  | 2      | 18     | 5         |
| 2010      | Seria GP2                             | Arden International | 20      | 1          | 1  | 0  | 2      | 28     | 10        |
| 2011      | Seria GP2                             | Barwa Addax         | 18      | 2          | 3  | 0  | 5      | 52     | 4         |
| 2011      | Azjatycka Seria GP2                   | Barwa Addax         | 4       | 0          | 0  | 0  | 0      | 0      | 18        |
| 2014/2015 | Formuła E                             | Andretti Autosport  | 5       | 0          | 0  | 0  | 0      | 16     | 18        |
| 2014/2015 | Formuła E                             | China Racing        | 5       | 0          | 0  | 0  | 0      | 16     | 18        |